# Bertus Swanepoel
Pour les articles homonymes, voir Swanepoel.
Pas d'image ? Cliquez ici

a Compétitions nationales et continentales officielles uniquement.

Dernière mise à jour le 17 septembre 2018.
Bertus Swanepoel, né le 28 janvier 1981 à Lichtenburg (Afrique du Sud), est un joueur sud-africain de rugby à XV jouant aux postes d'ailier, arrière ou de centre. 

## Biographie
Il évoluait lors de la saison 2006-2007 chez les Falcons, équipe avec laquelle il était un titulaire indiscutable (13 titularisations sur 14 possibles en Currie Cup en 2007). 
Il a été recruté par le Stade toulousain en début de saison 2007-2008. Il a disputé 12 matchs (6 titulaire, 6 remplaçant) cette saison en Top 14 et a inscrit 37 points (4 essais, 4 transformations et 3 pénalités).

## Palmarès
- Stade toulousain
  - Vainqueur du Championnat de France en 2008